# Hermit (album)
Hermit è il secondo album in studio del chitarrista statunitense Bumblefoot.

## Tracce
1. Zero – 11:12
2. Hermit – 4:23
3. Fatback – 6:43
4. Freak – 9:23
5. I Can't Play the Blues – 5:06
6. Gray – 4:28
7. Unsound – 1:04
8. Goodbye – 4:42
9. Rowboat – 10:39
10. Hungup – 10:39
11. Everytime I Shake My Head – 10:39

## Formazione
- Bumblefoot - voce, chitarra
- Zak Rizvi - chitarra
- Juan Croucier - basso
- Bobby Jarzombek - batteria